# Bakhuizen
Bakhuizen (Fries: Bakhuzen) is een dorp in de gemeente De Fryske Marren, in de Nederlandse provincie Friesland.
Het dorp ligt ten zuidoosten van Stavoren en vlak bij het IJsselmeer. Samen met het nabijgelegen Mirns en Rijs vormt het een op veel gebieden samenwerkende gemeenschap. Zo bestaat er ook een gezamenlijke vereniging voor dorpsbelang. 
Mirns was tot 1955 een buurtschap van Bakhuizen, ook Rijs was een tijdlang een buurtschap van het dorp. In 2023 telde Bakhuizen 1.030 inwoners. Aan de oostelijke kant van het dorp bevindt zich een recreatiepark. Binnen de bebouwde kom van het dorp zijn duidelijk hoogteverschillen zichtbaar door de ligging, gedeeltelijk op een keileemheuvel die is achtergebleven na de Riss-ijstijd. 

## Geschiedenis
In 1412 werd het dorp vermeld als Backhuysen, in 1486 als to Backhusen, in 1505 als Backhuysen, in 1508 als Mirlemsebackhuysen en in 1579 als Bachusen. De plaatsnaam wijst waarschijnlijk naar een bakkerij van boeren. Deze bakte niet alleen voor mensen maar ook voor de gehouden dieren. Tijdens de Eerste Wereldoorlog zaten er Belgische vluchtelingen in het dorp.
Tot 2014 was de plaats onderdeel van de voormalige gemeente Gaasterland-Sloten.

## Voorzieningen en museum
In het dorp staat een multifunctioneel centrum (de Gearte). De rooms-katholieke kerk van Bakhuizen is gewijd aan de heilige Odulfus. Het dorp kent de muziekvereniging Euphonia (anno 1898) en een koor (Bakhuusterheech Sjongers).

## Openbaar vervoer
- Streekbus, lijn 44: Bolsward - Workum - Koudum - Hemelum - Bakhuizen - Oudemirdum - Sondel - Wijckel - Balk - Ypecolgea - Woudsend - Hommerts - Jutrijp - Sneek
- Buurtbus, lijn 103: Hemelum - Bakhuizen - Mirns - Warns - Stavoren

## Geboren in Bakhuizen
- Anne Franszoon Jongstra (1808-1871), politicus
- Josef Mous (1882-1963), directeur van de Staatsmijnen in Limburg
- Flip Veldmans (1949-2018), organist